# Trichoclinocera rostrata
Trichoclinocera rostrata är en tvåvingeart som beskrevs av Vaillant 1960. Trichoclinocera rostrata ingår i släktet Trichoclinocera och familjen dansflugor. Inga underarter finns listade i Catalogue of Life.